# Постколонијални феминизам
Постколонијални феминизам (енгл. Postcolonial feminism) феминистички је правац који је настао као одговор на чињеницу да се феминизам као целина превише фокусира на проблеме жена у развијеним земљама света. Настао је као критика западњачких облика феминизма, пре свега радикалног и либералног феминизма, односно њиховог настојања да се женско искуство учини универзалним.
Постколонијалне феминисткиње тврде да су културе суочене с последицама колонијализма значајно другачије од западњачких. Оне се противе феминистичким ставовима према којима патријархат представља главни извор родне неравноправности, при чему се не узима у обзир расно, верско и етничко угњетавање жена. Такође се нападају западњачки феминистички стереотипи према којима су жене у не-западним друштвима „пасивне и тихе жртве“, док су жене на западу модерне, образоване и одговорне за своју судбину.
Овај облик феминизма блиско је повезан са црним феминизмом, јер оба правца тврде да се уобичајене феминистичке теорије не труде да на адекватан начин објасне расне разлике. Заједно са другим облицима феминизма код којих је фокус на раси, покушавају да расне и етничке разлике учине значајним питањима у феминистичком дијалогу.